# Calau-rinoceronte
O calau-rinoceronte (Buceros rhinoceros) é uma espécie de ave coraciiforme da família Bucerotidae, encontrada no Sudeste Asiático. É o pássaro-símbolo do estado de Sarauaque, na Malásia.

## Características
É um dos maiores calaus existentes, sendo superado, em tamanho, apenas pelo calau bicórnio. Um adulto pesa entre 2 e 3 quilos. Não há dimorfismo sexual evidente, mas os machos têm a íris do olho de cor vermelha, e as fêmeas, branca. Pode viver em cativeiro por mais de 30 anos.

## Hábitat e distribuição
Em liberdade, habitam as selvas e bosques chuvosos, tanto de planície, como de montanha, em Bornéu, Java, Sumatra e a península Malaia. Estas populações estão reduzindo-se progressivamente, à medida em que se destrói seu hábitat por incêndios e desmatamentos.

## Alimentação
Como a maioria dos calaus, alimenta-se principalmente de frutas, bagas e sementes, também capturando insetos e pequenos vertebrados, sendo que, ocasionalmente, pode chegar a saquear ninhos de outras espécies.

## Subespécies
São conhecidas três subespécies de Buceros rhinoceros :
- Buceros rhinoceros rhinoceros - terras baixas do sul da Península Malaia e Sumatra.
- Buceros rhinoceros borneoensis - Bornéu.
- Buceros rhinoceros silvestris - Java

## Galeria

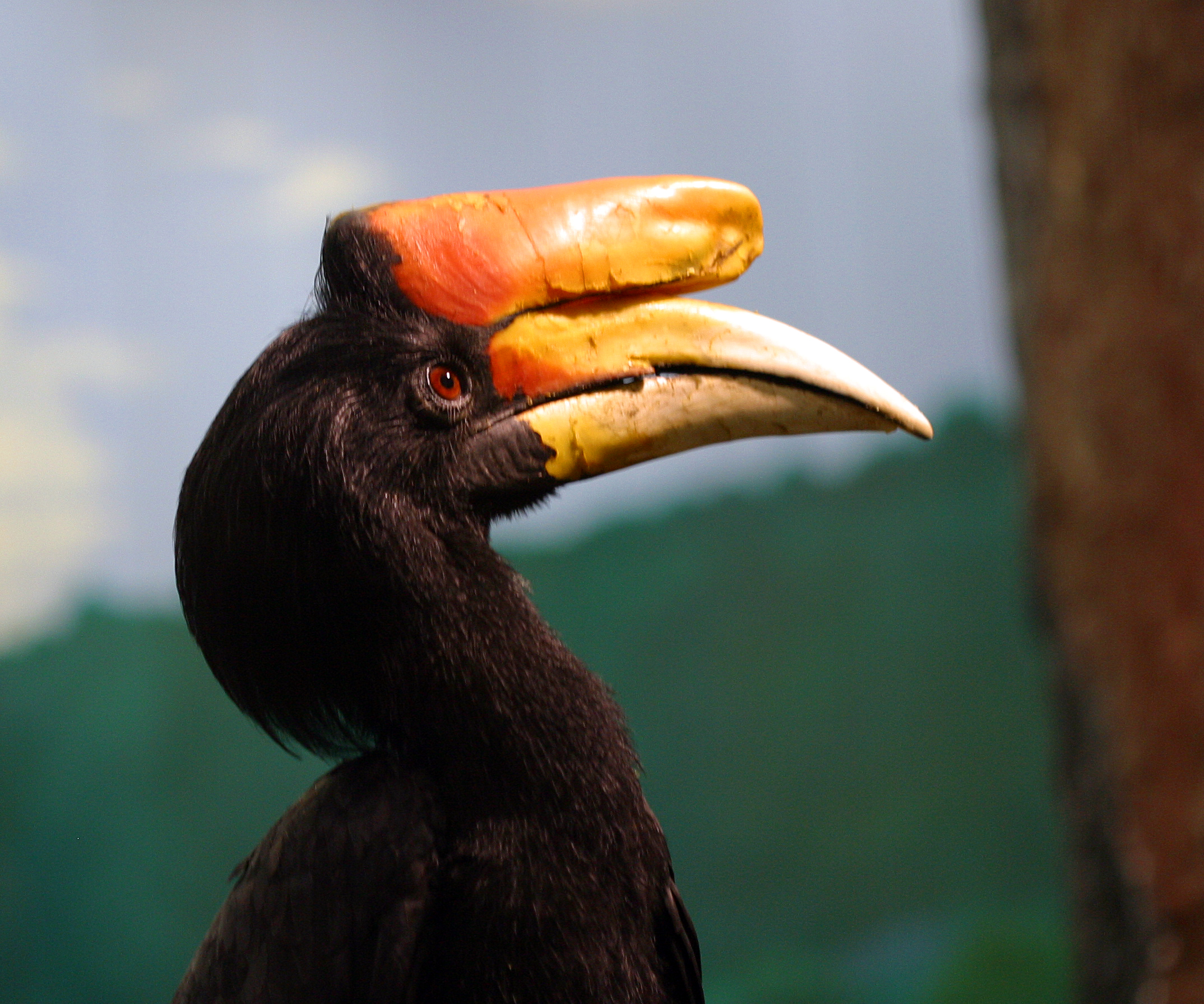
Macho no Aviário Nacional de Pittsburgh
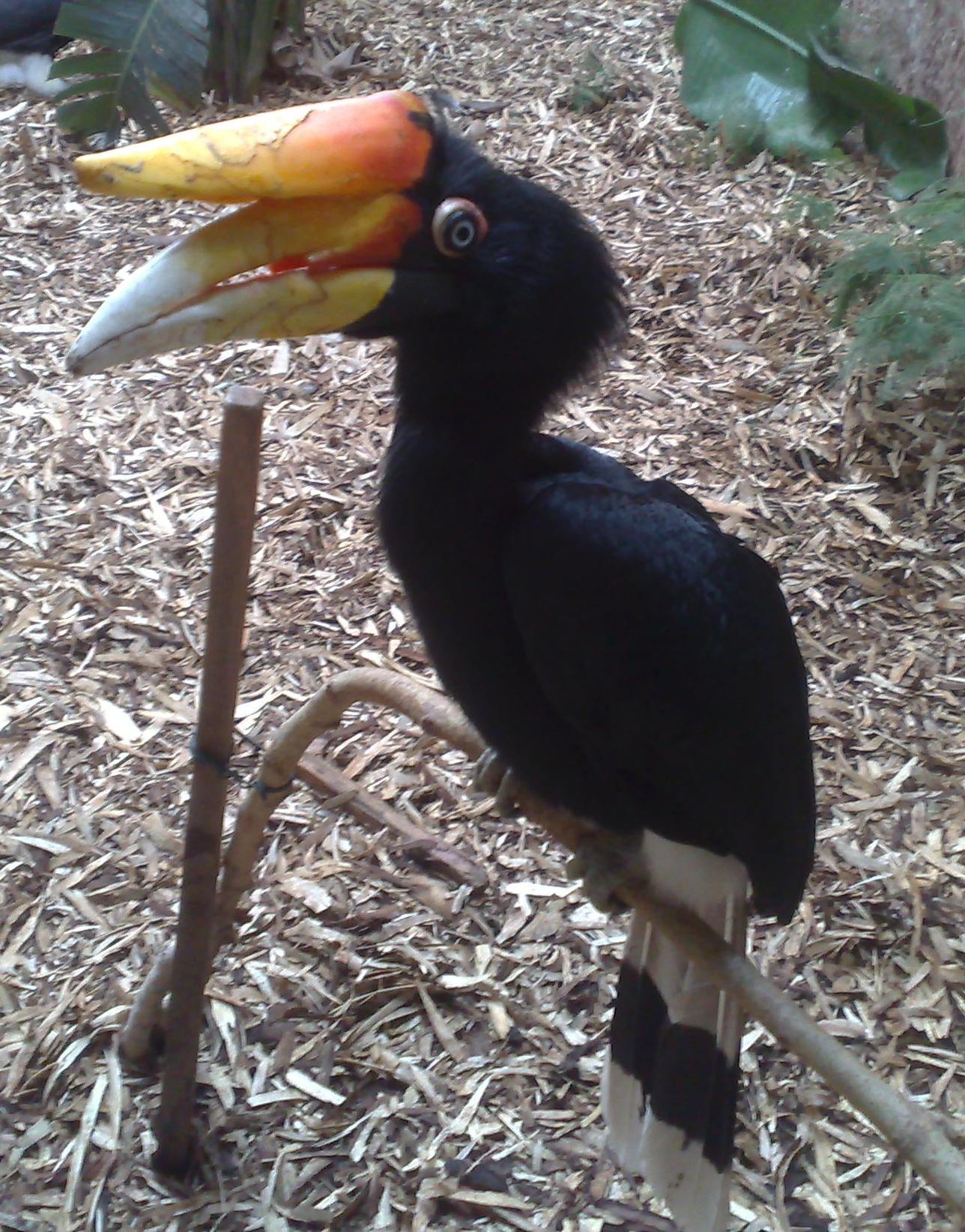
No Zoológico de Chester
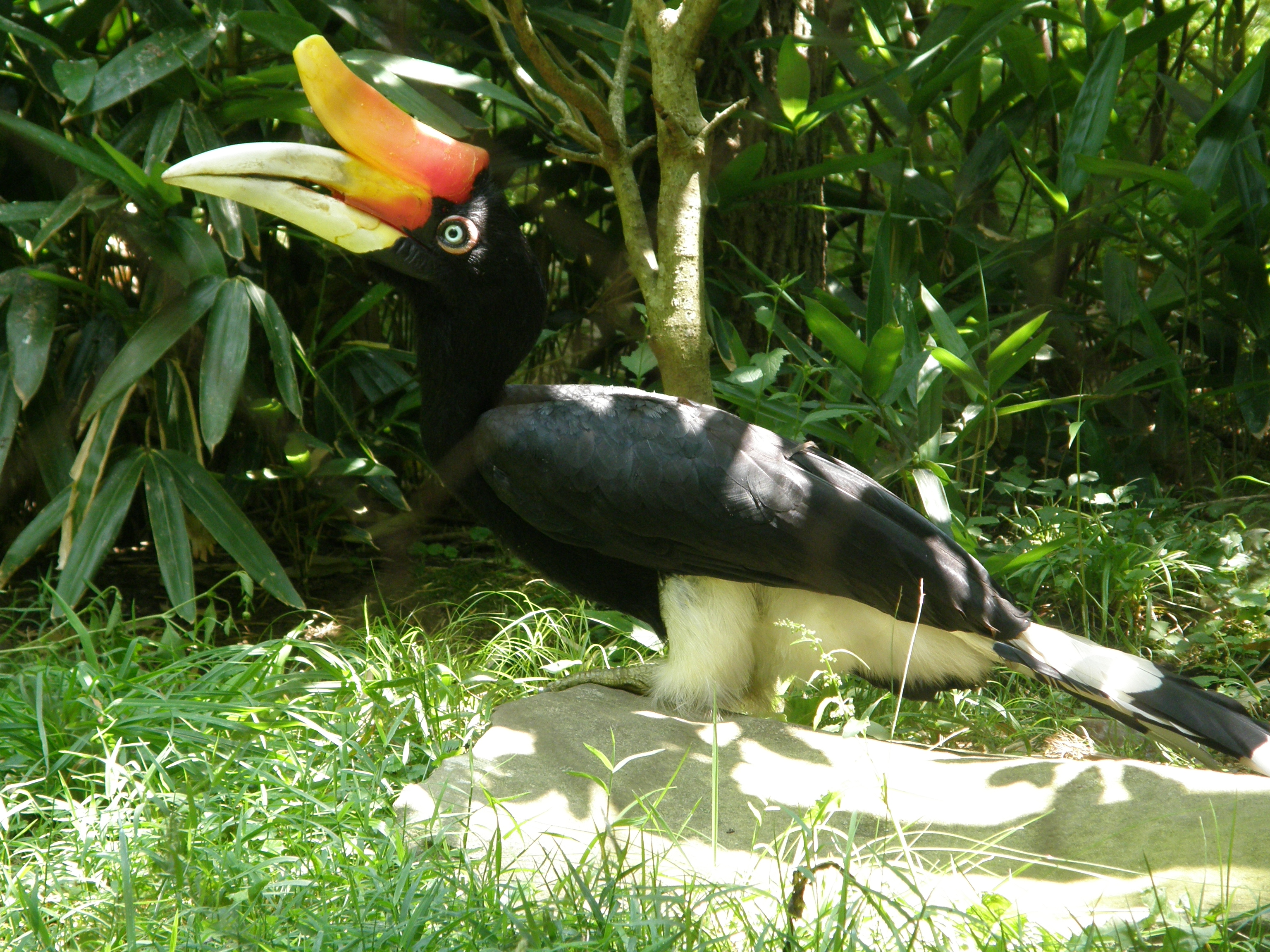
No Zoológico de Nashville
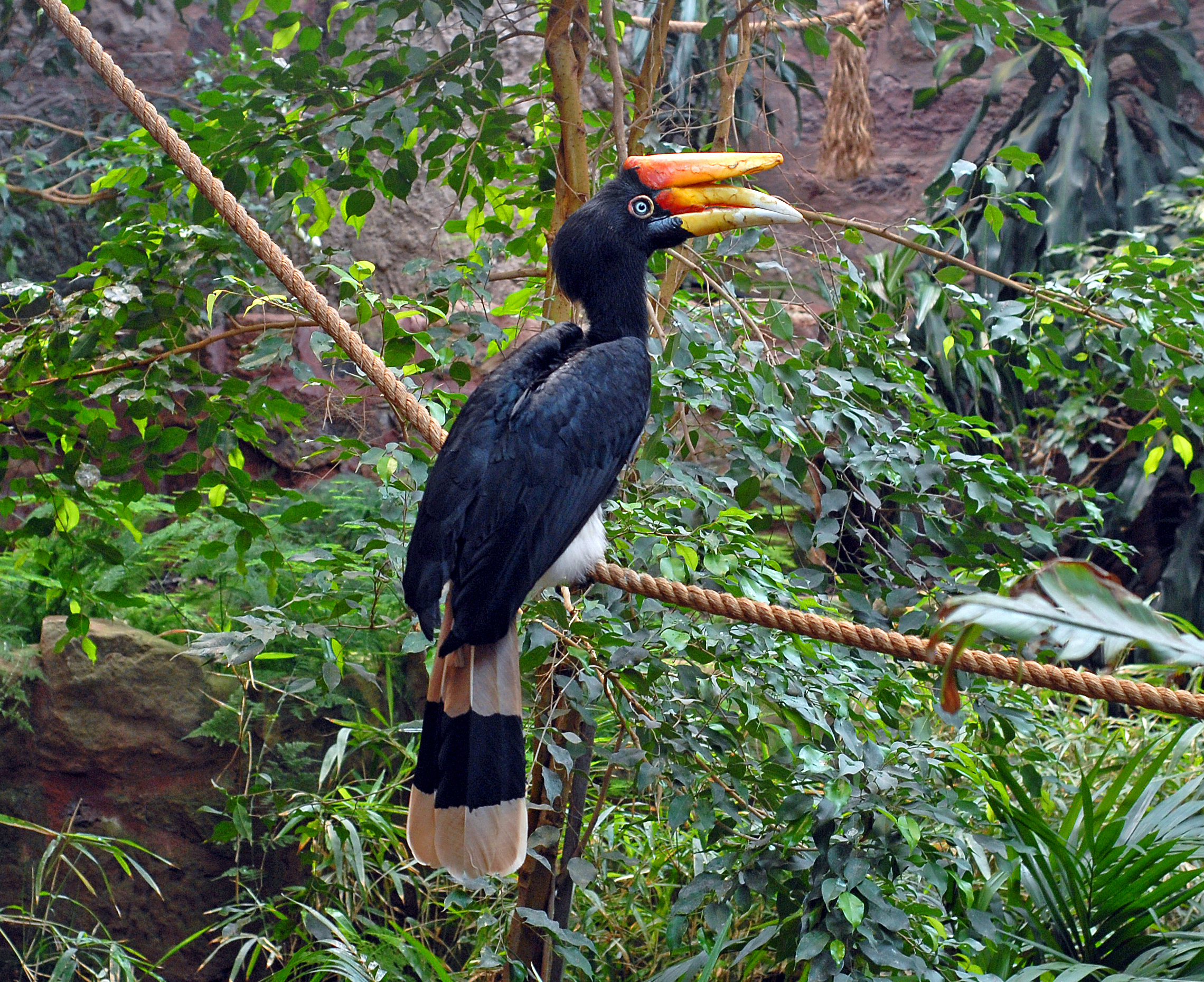
No Zoo de Chester, Inglaterra